# 피자헤븐
피자헤븐은 대한민국의 피자 전문 프랜차이즈이다.

## 역사
피자헤븐은 2008년 사당에 직영 1호점을 오픈하면서 시작하였다. 초창기에는 호주 피자 브랜드 '피자 헤이븐'의 국내 라이센스를 통해 창업을 시작하였다. 2011년, 피자헤븐으로 브랜드명을 변경하면서 독자적 브랜드화를 구축하였다. 피자헤븐은 주로 대학가 주변에 점포를 두며, 이 외의 지역에도 점포를 확장하였다. 2012년에 프로 야구팀 넥센 히어로즈와 스폰서쉽을 계약하였다. 브랜드 경쟁력 강화를 위해 여러 드라마, TV 프로그램 제작지원을 하고 있다.

## 제품구성
- 프리미엄
- 스페셜
- 스테디 셀러
- 클레식
- 사이드 메뉴

## 광고모델
- 비투비(2015년~2016년)
- 김준현(2016년~)